# Lavia frons
Lavia frons é uma espécie de morcego da família Megadermatidae. Pode ser encontrada na África equatorial. É a única espécie do gênero Lavia.